# Sveriges FN-representation
Sveriges FN-representation, formellt Sveriges ständiga representation vid Förenta nationerna (engelska: Permanent Mission of Sweden to the United Nations), har till uppgift att representera Sverige, förhandla för och bevaka svenska intressen i FN och dess organisationer i New York, i den lokala EU-samordningen samt i kontakterna med andra FN-delegationer.
I Sveriges delegation vid FN-högkvarteret i New York arbetar runt 30 personer. FN-ambassadören är chef för landets FN-representation.
Sverige blev medlem av FN redan 1946 och det första sändebudet, dock inte med titeln ambassadör, var Herman Eriksson.

## Lista över Sveriges FN-ambassadörer
- Herman Eriksson (1947)
- Gunnar Hägglöf (1947–1948)
- Sven Grafström (1948–1952)
- Oscar Thorsing (1952–1956)
- Gunnar Jarring (1956–1958)
- Agda Rössel (1958–1964)
- Sverker Åström (1964–1970)
- Olof Rydbeck (1970–1977)
- Anders Thunborg (1977–1982)
- Anders Ferm (1982–1988)
- Jan Eliasson (1988–1992)
- Peter Osvald (1992–1997)
- Hans Dahlgren (1997–2000)
- Pierre Schori (2000–2004)
- Anders Lidén (2004–2010)
- Mårten Grunditz (2010–2015)
- Olof Skoog (2015–2019)
- Anna Karin Eneström (2019–2024)
- Nicola Clase (2024–)[2]

### Persongalleri

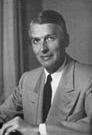
Sven Grafström.
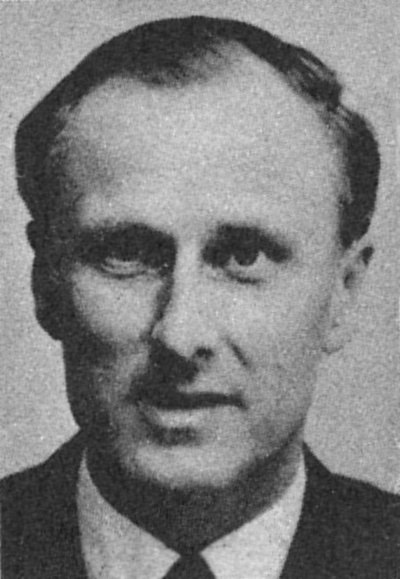
Sverker Åström.
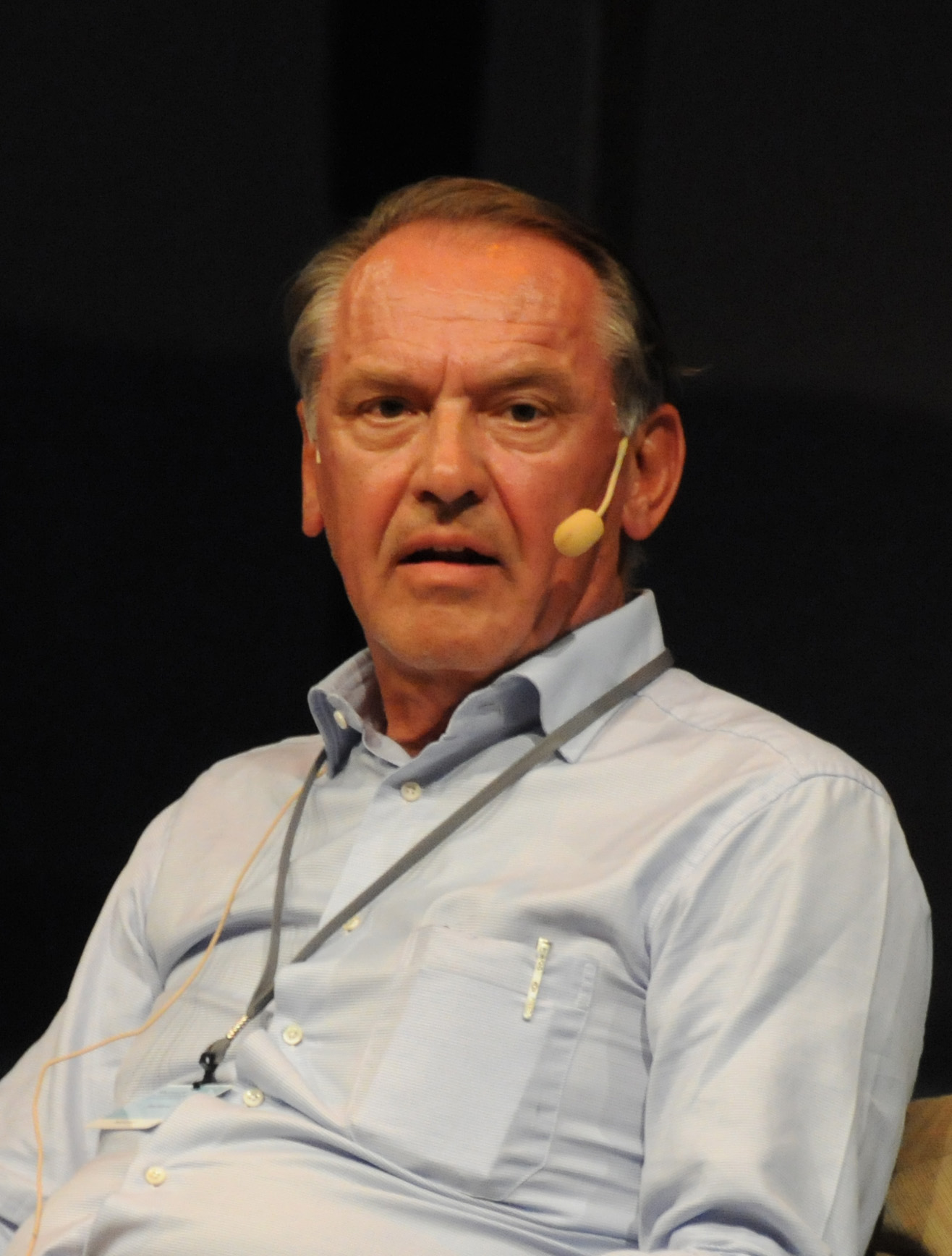
Jan Eliasson.
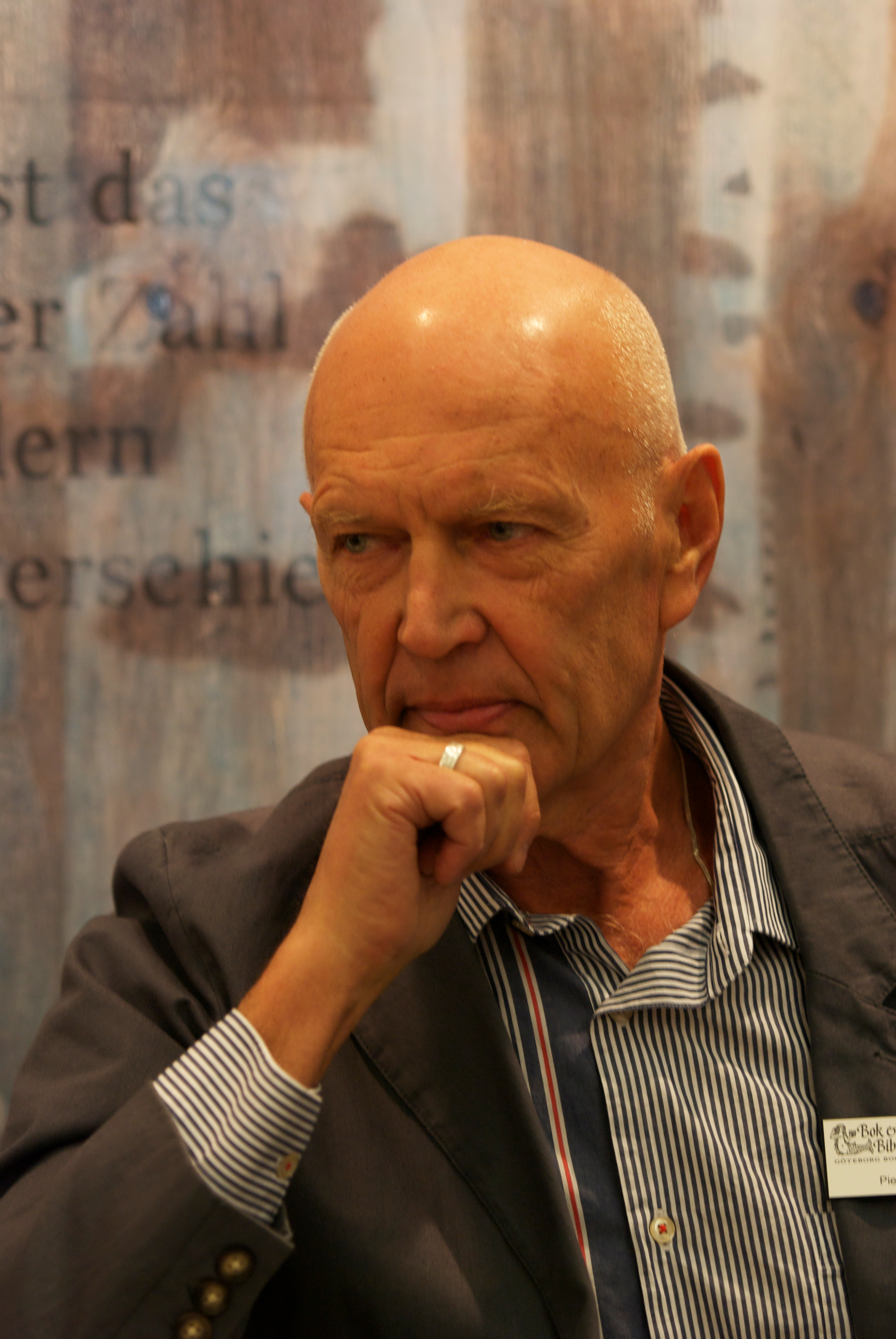
Pierre Schori.